# Cargo Rail Express

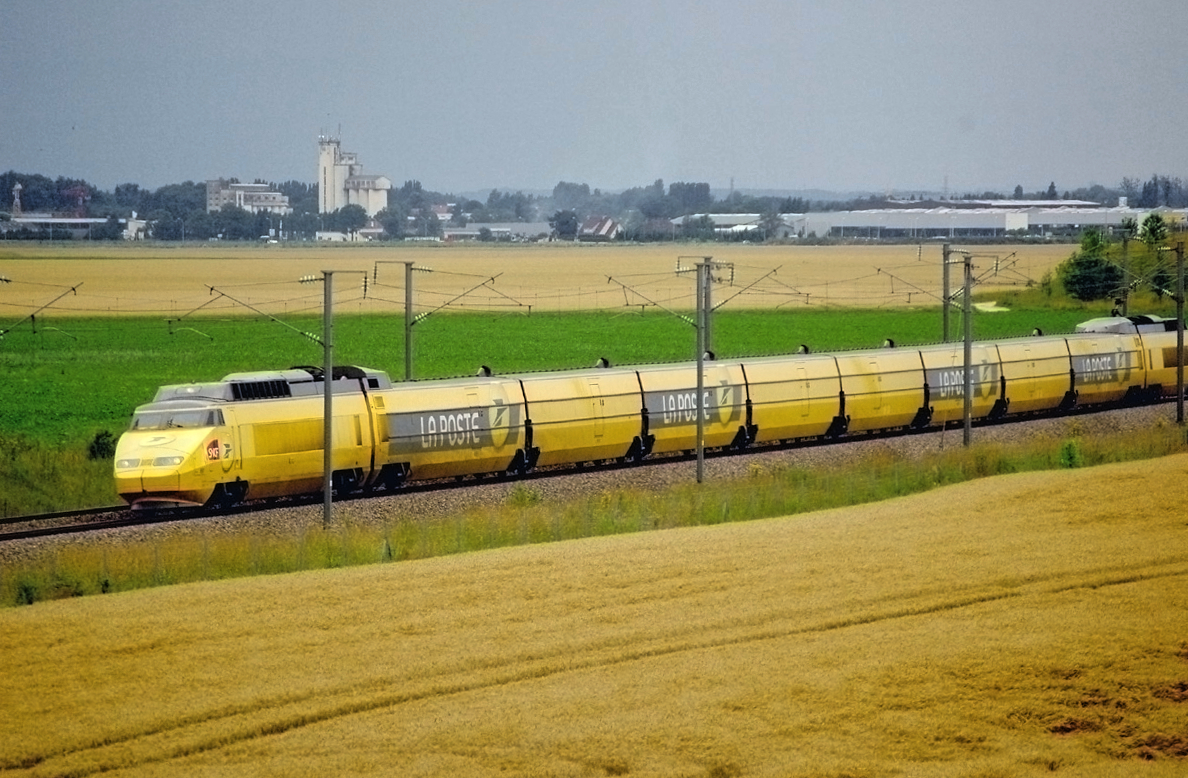
Die Carex-Züge sollten auf dem von 1984 bis 2015 eingesetzten TGV Postal (Abbildung) aufbauen und grenzüberschreitend verkehren.

Cargo Rail Express (Euro Carex) ist eine Gruppe von Unternehmen die ein Netz von Hochgeschwindigkeits-Schienengüterverkehren anbieten wollten. Dabei sollten Nachtsprung-Verbindungen innereuropäische Luftfracht-Flüge ersetzen.

## Geschichte

### Vorgeschichte
Bereits bei der Einführung des TGV-Hochgeschwindigkeitsverkehrs in Frankreich 1981 gab es Pläne für Hochgeschwindigkeits-Postzüge, die von Oktober 1984 bis Juni 2015 mit den 7 TGV-postal-Zügen realisiert wurden. Aufbauend auf diesem Verkehr, beschlossen die SNCF und La Poste die Gründung von Cargo Rail Express um europaweit mit TGVs Güter im KEP-Verkehr zu transportieren. Zentraler Hub sollte dabei der Flughafen Charles de Gaulles bei Paris sein, von dem aus Großbritannien, die Benelux-Staaten, die Schweiz, Deutschland, Italien und Spanien erreicht werden sollten. Luftfracht-Paletten und -Container sollten damit über Distanzen von 300 bis 800 km befördert werden.
Ein Nachtflugverbot steht am Pariser Flughafen Charles de Gaulle einer Ausweitung des dortigen Luftfrachtverkehrs entgegen.

### Gründung der Unternehmen
Im Februar 2006 wurde Roissy Carex als gemeinnützige Organisation gegründet. Zu den Gründungsmitgliedern zählten unter anderem die SNCF, La Poste, FedEx, TNT Post, die Pariser Flughafengesellschaft ADP, der Flughafendienstleister WFS sowie die Fluggesellschaft AirFrance-KLM Cargo. Im Oktober 2006 wurde eine „Machbarkeitsstudie zur Realisierung eines Express-Bahnfracht Services am Flughafen Charles de Gaulle“ beauftragt, die bis November 2010 vorliegen sollte. Die Untersuchung erwartete für Rollmaterial und Terminals sowie den Betrieb von 2010 bis 2012 Kosten von insgesamt einer Milliarde Euro, die durch eine öffentlich-private Partnerschaft finanziert werden sollten. Bei einem durchschnittlichen Beförderungspreis von 370 Euro je Palette wurde eine durchschnittliche Auslastung von 62 Prozent erwartet. Montags bis donnerstags sollten demnach je 889 Luftfracht-Paletten transportiert werden, freitags 750, sonnabends 571 und sonntags 400. Insgesamt wurde ein Jahresvolumen von 270.000 Paletten bzw. 700.000 t Fracht erwartet.
Am 29. November 2007 wurde London Carex als hundertprozentiges Tochterunternehmen der Groupe Eurotunnel S.A. gegründet. Im gleichen Jahr gründete sich auch die HST Cargo mit Sitz am Flughafen Schiphol, die 2010 als Amsterdamcarex dem Verbund beitrat. In Lüttich wurde am 21. März 2007 der belgische Ableger Liegecarex gegründet. Diese drei Organisationen trafen sich am 15. Mai desselben Jahres, um über die Gründung der Euro-Carex-Vereinigung zu verhandeln. Diese wurde offiziell am 26. April 2009 gegründet. Neben den drei oben genannten trat auch die am 24. September 2007 gegründete Lyoncarex bei, die ihren Sitz am Flughafen Lyon Saint-Exupéry hat.
Der Betrieb sollte schon 2010 aufgenommen werden. Zunächst sollten von Roissy aus Lyon, Aix-Marseille, Straßburg, Brüssel, Lüttich und Amsterdam angebunden werden. 2012 sollten London, Köln, Frankfurt und Bordeaux folgen. Eine Erweiterung des Netzes nach Italien und Spanien wurde angedacht.
Mitte 2007 beauftragte die Wallonische Region (Region) eine Machbarkeitsstudie, um zu prüfen, ob sich der Flughafen Lüttich an das Carex-Netz anschließen ließe.
2008 unterzeichneten die Mitglieder des Euro-Carex-Konsortiums eine Absichtserklärung, in der die Aufnahme der ersten Ausbaustufe des kommerziellen Betriebs für März 2012 geplant war.
Der französische Netzbetreiber RFF legte im gleichen Jahr eine Untersuchung über freie Fahrplantrassen vor. Die bislang nachts durchgeführten Instandhaltungsarbeiten seien mit dem nächtlichen Carex-Verkehr vereinbar. Eine zweite Untersuchung befasste sich der Anbindung der Terminals an die Strecken.
Ende November 2008 trat Köln-Carex, mit dem Flughafen Köln/Bonn und den Hubs von UPS und Fedex, der Carex-Vereinigung bei. Aufgrund einer Rezession und des damit verbundenen rückläufigen Luftfrachtaufkommens verzögerte sich das Projekt.
Wegen des ökologischen Vorteils und der Möglichkeit Nachtflüge zu vermeiden, erklärte sich der französische Staat bereit, die Einrichtung von Terminals in Paris und Lyon mit 170 Millionen Euro zu fördern. Auch die Europäische Union stimmte zu, die Errichtung des Terminals in Lüttich mit über einer Million Euro aus dem TEN-V-Programm zu fördern.
Wirkliche Fortschritte sind auf den Internetseiten der einzelnen lokalen Konsortien (siehe unter Weblinks) nicht zu erkennen. Wenn überhaupt, so sind dort für die Jahre zwischen 2010 und 2018 vorrangig Treffen der jeweiligen Boards bzw. General Assemblies, die Wahl neuer Repräsentanten sowie vereinzelt die Inauftraggabe bzw. Vorstellung ergänzender Studien minderer Bedeutung aufgeführt. Baubeginne oder eine Fahrzeugbestellung sind weder dort noch in der (deutschsprachigen) Fachpresse erwähnt. Insofern ist selbst eine mittelfristige Betriebsaufnahme unwahrscheinlich.

### Erster Testlauf
Ein erster Testlauf fand am 21. März 2012 mit einem TGV Postal vom Flughafen Lyon Saint-Exupéry über den Flughafen Paris-Charles-de-Gaulles und durch den Eurotunnel zum Bahnhof St Pancras in London statt. Der Zug hatte eine Frachtkapazität von 120 Tonnen Fracht, abschnittsweise wurde er von zwei Diesellokomotiven gezogen. Der Zug war am Vortag um 16:42 Uhr am Flughafen Lyon Saint Exupery abgefahren und via Paris CDG und Calais Frethun weitergefahren, wo er um 22:25 Uhr ankam. Aufgrund fehlender Zulassung wurde der Zug durch den Eurotunnel und über die High Speed 1 gezogen. Der Zug kam um 1:24 Uhr, früher als geplant, in London an.
Die Rückfahrt begann um 11:40 Uhr. Nach einem elfstündigen Halt in Kent fuhr der Zug um 0:02 Uhr des nächsten Tages wieder in den Kanaltunnel ein.

## Geplantes Liniennetz und Terminals
Die erste Stufe des Betriebs sollte 2017 oder 2018 mit Verbindungen von Paris nach London, Amsterdam, Lüttich, Frankfurt und Lyon aufgenommen werden (Stand: März 2012). Das Unternehmen erwartete bei der Betriebsaufnahme der Verbindung London – Paris CDG eine Auslastung von bis zu 90 Prozent.
Anschließend sollten Bordeaux, Aix-Marseille und Straßburg folgen. Darüber hinaus gab es Pläne, das Netz ab 2020 nach Madrid, Barcelona, Bologna, Mailand, Turin, Köln und Berlin auszudehnen.
Terminals sollten dabei sein:
- der Flughafen Paris Charles-de-Gaulles
- der Flughafen Lyon Saint-Exupéry
- der Flughafen Lüttich
- der Flughafen Köln/Bonn
- der Flughafen Frankfurt Main
- der Flughafen Amsterdam-Schiphol
- ein noch zu bestimmender Ort in der Nähe von London an der High-Speed-1-Strecke

Die Beförderungszeit zwischen Lyon und London sollte, mit einem Halt in Paris, fünf bis sechs Stunden betragen. Für die Strecke von Amsterdam-Schiphol nach Köln/Bonn sollten die Züge 4 Stunden und 40 Minuten benötigen, von Roissy nach London 130 Minuten sowie von Lüttich nach Köln/Bonn 75 Minuten.
Terminals, die 2007 jeweils 13 Millionen Euro kosten sollten, müssen nach Angaben der Betreibergesellschaft in unmittelbarer Nähe einer Hochgeschwindigkeitsstrecke, eines Flughafens und einer Autobahn liegen. Die Anlagen sollen jeweils möglichst viergleisig, mit zwei 400 m langen und 20 m breiten Mittelbahnsteigen ausgeführt werden.
Am Flughafen Paris-Roissy sollte es zwei Terminals geben: Das südliche Terminal am Rand des Flughafens soll Anschluss Richtung Marseille, Lyon und Straßburg bieten. Das nördliche Terminal soll nahe einem Fedex-Hub liegen und den Verkehr Richtung London, Lüttich, Amsterdam und Köln abwickeln. In London ist ein Terminal östlich der Stadt, bei Barking, geplant.

## Geplante Fahrzeuge
In der Machbarkeitsstudie wurden mehrere Zugmodelle untersucht. Dabei waren TGV- und ICE-Triebzüge sofort lieferbar, während auf Thalys- und Eurostar-Fahrzeuge drei bzw. fünf Jahren hätte gewartet werden müsste.
Ende 2006 begannen Verhandlungen mit Alstom und Siemens über die Lieferung von Fahrzeugen. Diese schlugen Frachtversionen ihrer jeweiligen Hochgeschwindigkeitstriebzüge TGV Euroduplex und Velaro vor. Anfang 2007 beabsichtigte das Unternehmen, insgesamt 20 TGV-Garnituren zum Preis von insgesamt 625 Millionen Euro zu kaufen. Ende 2008 sollten für die erste Ausbaustufe zunächst acht Züge beschafft werden. 2012 schließlich wurde die Lieferung von bis zu 25 wenigstens 300 km/h schnellen Hochgeschwindigkeitszügen ausgeschrieben, die mit Luftfracht-Rollcontainern beladen werden können. Die Verladezeiten soll insgesamt höchstens 15 Minuten dauern. Die Kosten für die ersten 8 Fahrzeuge sollen sich auf 200 Millionen Euro belaufen. Der Betriebsstart war für die Jahre 2015 bis 2017 geplant.
Der 200 m lange Velaro Cargo von Siemens sollte dabei bis zu 320 km/h schnell sein und 144 t Fracht bzw. 60 Luftfracht-Container transportieren können.
Der eigentliche Bahnbetrieb sollte ausgeschrieben werden.